# Hans Leo í Bartalsstovu
Hans Leo í Bartalsstovu (18 settembre 1958) è un ex calciatore faroese, di ruolo attaccante.

## Carriera

### Nazionale
Ha collezionato 1 presenza con la propria Nazionale.